# Boyfriends
Boyfriends es una banda musical de Filipinas. Se formó a principios de la década de los años 1970 y hasta la fecha se mantiene activa como grupo, además fue una de las agrupaciones exponentes del "Sonido de Manila". Se dieron a conocer como grupo, tras incursionar en el género pop y la música disco, ya que fueron influenciados musicalmente por la banda británica Bee Gees. La mayor parte de sus temas musicales han tenido mayor éxito, incluso en la que fueron reeditadas como un homenaje al grupo por otros intérpretes de la música filipina. No solo fueron famosos en país Filipinas, también en otros países se dieron a conocer.

## Integrantes
- Gary Ariola
- Bob Guzmán
- Artie Ilacad
- Lloyd Sale

## Discografía

### Álbumes
- Eli Fvck (Canary Records) (FORMATS: CD, plaka, digital download, casete, DataPlay)
- First Love (Canary Records) (FORMATS: CD, plaka, digital download, casete, DataPlay)
- Dahil Mahal Kita (Canary Records) (FORMATS: CD, plaka, digital download, casete, DataPlay)
- With Love (Canary Records) (FORMATS: CD, plaka, digital download, casete, DataPlay)

### Compilaciones
- The Best Of The Boyfiends (Canary Records)[5]
- Akustik (1999; PolyEast Records)
- The Ultimate OPM Collection (2001; PolyEast Records)[6]

### Temas musicales
- "Incluyó Mahal Kita"
- "Nais Kong Malaman Mo"
- "Bakit Labis Kitang Mahal"
- "Salawahan"
- "Sa Tuwing Ako'y Nag-iisa"
- "El primer amor nunca muere"
- "Mamahalin Kita"
- "Bailar conmigo"
- "Pagtibok Ng puso"
- "Bistado Na Kita"
- "Araw-Araw"
- "Creo que estoy enamorado"
- "Kay Ganda Palang Umibig"
- "Oras-Oras"
- "Bumalik Ka Lamang"
- "Paano Ko Sasabihin"
- "Umaapoy"